# William Abraham (syndicaliste)
Pour les articles homonymes, voir William Abraham et Mabon.
William Abraham, dit Mabon, est un syndicaliste et homme politique gallois né le 14 juin 1842 à Cwmafan et mort le 14 mai 1922 à Pentre. Il est le premier président de la South Wales Miners' Federation (en), de 1898 à 1912, et siège comme député à la Chambre des communes de 1885 à 1920.

## Biographie

### Origines
William Abraham est le quatrième fils de Thomas et Mary Abraham. Il naît le 14 juin 1842 à Cwmafan, dans le Glamorgan. Son père, qui travaille dans les mines de charbon et les fonderies de cuivre, meurt peu après sa naissance. Après une brève scolarité à la national school de Cwmafan, il commence à travailler à l'âge de dix ans dans les mines comme door boy, c'est-à-dire responsable de l'aération des tunnels.
En 1864, Mabon quitte brièvement le Royaume-Uni pour le Chili, mais ne parvenant pas à trouver d'emploi dans ce pays, il rentre au pays de Galles dès l'année suivante. Il travaille dans une exploitation de zinc à Cwmafan, puis comme ferblantier près de Swansea et enfin dans les mines de charbon de Caercynydd, près de Gowerton.

### Carrière syndicale
Mabon adhère à l'Amalgamated Association of Miners (en) (AAM) en 1871 et fonde une antenne locale de ce syndicat à Waunarlwydd la même année. Il est élu au comité directeur de l'AAM en 1872 et cesse de travailler dans les mines afin de pouvoir assister aux réunions du comité à Manchester. À partir de décembre 1872, il est directement rémunéré par le syndicat. Ses talents d'orateur, aussi bien en anglais qu'en gallois, sont remarqués.
En 1875, il joue un rôle capital dans l'adoption d'un système d'échelle mobile indexant les salaires des mineurs sur le prix du charbon. Le syndicalisme connaît alors une période difficile dans les Galles du Sud : l'AAM est dissoute la même année. Mabon quitte la région de Swansea en 1877 pour s'établir dans la vallée de la Rhondda (en) et rejoint la Cambrian Miners' Association (en). Sous son égide, ce syndicat reste l'un des plus grands de la région, malgré la concurrence croissante de la Miners' Federation of Great Britain (en) qui s'oppose au système d'échelle mobile.
Il est à l'origine des « Mabon's Mondays » : les mineurs ne travaillent pas le premier lundi de chaque mois entre 1892 et 1898 dans les mines des Galles du Sud. Ce système leur permet d'avoir de meilleurs salaires, puisqu'il entraîne une réduction de la production, et leur permet aussi d'organiser plus facilement des réunions.

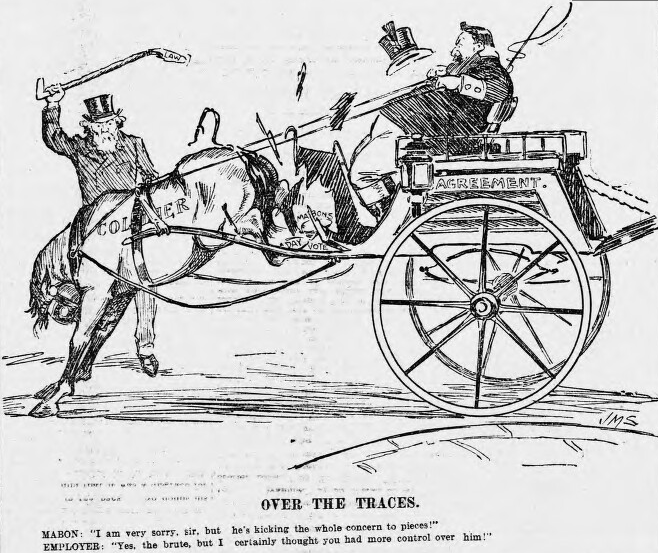
Caricature montrant Mabon incapable de réfréner les mineurs dans le contexte de la grève de 1898.

L'approche conciliatrice de Mabon est battue en brèche par l'intransigeance des propriétaires des mines, qui rejettent en 1896 sa proposition d'augmenter les prix en réduisant la production. Deux ans plus tard, la grève des mineurs (en) réclamant l'abolition de l'échelle mobile se solde par un échec et la disparition du « Mabon's Monday ». Les mineurs forment alors un nouveau syndicat, la South Wales Miners' Federation (en) (SMWF), et élisent à sa tête un Mabon qui renonce publiquement à l'échelle mobile.
Comme président de la SWMF, Mabon s'efforce de poursuivre sa politique de compromis et d'apaiser les militants plus jeunes que lui, mais son influence modératrice n'empêche pas les émeutes de Tonypandy en 1910-1911, ni la grève nationale de 1912 (en). Il démissionne la même année de la présidence de la SWMF, tout en restant trésorier de la MFGB jusqu'en 1918.

### Carrière politique
Mabon est élu député lors des élections générales de 1885 dans la circonscription de Rhondda sous l'étiquette libérale-travailliste (en) (« Lib-Lab »). Il est le premier représentant des mineurs des Galles du Sud à entrer au Parlement. Il ne s'y distingue pas outre-mesure, même s'il participe à trois commissions royales entre 1889 et 1906.
Comme la plupart des députés Lib-Lab de la Miners' Federation of Great Britain, il rejoint le Parti travailliste en 1909, bien que ses opinions politiques soient plus proches de celles du Parti libéral. Il entre au Conseil privé en 1916. Lorsque sa circonscription est scindée en deux pour les élections de 1918, il devient député de Rhondda West. Il démissionne du Parlement deux ans plus tard, en 1920.

### Vie privée
Mabon se marie le 18 août 1860 avec Sarah Williams (1842-1900). Ils ont douze enfants, dont quatre morts en bas âge. Sous son nom bardique de Mabon, il aime participer aux eisteddfodau. Son physique massif et sa grosse barbe noire y font forte impression, comme sa voix de ténor.
Il meurt à Pentre le 14 mai 1922, à l'âge de soixante-dix-neuf ans. Il est enterré au cimetière de Treorchy quatre jours plus tard, le 18 mai. Sa fortune personnelle s'élève à sa mort à plus de 32 000 livres, ce qui contribue à ternir sa réputation posthume. Il est décrit dans le Dictionnaire biographique du mouvement ouvrier international comme « le représentant typique du trade-unionisme Lib-Lab de la fin de l'ère victorienne ».